# Österrike i olympiska sommarspelen 2008

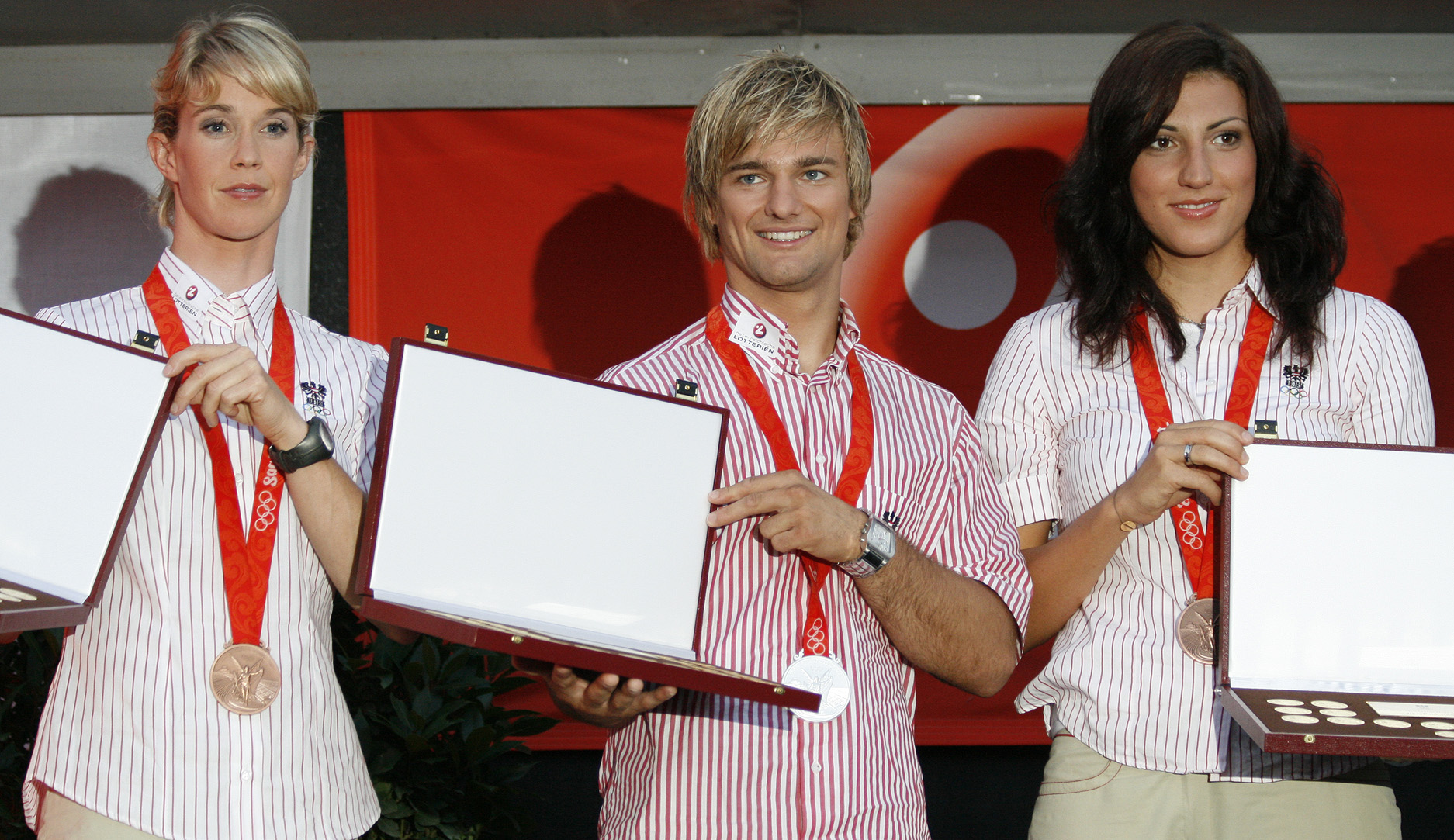
De tre medaljörerna

Österrike i de 29:e olympiska sommarspelen 2008 tog totalt tre medaljer. Fanbärare var Hans-Peter Steinacher.
Ludwig Paischer i judo, herrar 60kg, erövrade ett silver. Det blev även bronsmedalj för Violetta Oblinger-Peters i kanotslalom. Oblinger-Peters har deltagit i tre olympiska sommarspel men detta var hennes första medalj. Mirna Jukić deltog i 100 meter bröstsim och erövrade även hon en bronsmedalj. Det var även hennes första olympiska medalj.

## Bordtennis
- Huvudartikel: Bordtennis vid olympiska sommarspelen 2008
- Singel, herrar

| Idrottare       | Gren   | Grundomgång          | Omgång 1                | Omgång 2                          | Omgång 3                   | Omgång 4               | Kvartsfinal          | Semifinal            | Final                |
| Idrottare       | Gren   | Motståndare Resultat | Motståndare Resultat    | Motståndare Resultat              | Motståndare Resultat       | Motståndare Resultat   | Motståndare Resultat | Motståndare Resultat | Motståndare Resultat |
| --------------- | ------ | -------------------- | ----------------------- | --------------------------------- | -------------------------- | ---------------------- | -------------------- | -------------------- | -------------------- |
| Chen Weixing    | Singel | Bye                  | Bye                     | Sharath Kamal Achanta (IND) W 4-1 | Wang Hao (CHN) L 0-4       | Gick inte vidare       | Gick inte vidare     | Gick inte vidare     | Gick inte vidare     |
| Robert Gardos   | Singel | Bye                  | Ri Chol Guk (PRK) W 4-3 | Zoran Primorac (CRO) L 2-4        | Gick inte vidare           | Gick inte vidare       | Gick inte vidare     | Gick inte vidare     | Gick inte vidare     |
| Werner Schlager | Singel | Bye                  | Bye                     | Bye                               | Yoon Jae Young (KOR) W 4-3 | Wang Liqin (CHN) L 0-4 | Gick inte vidare     | Gick inte vidare     | Gick inte vidare     |

- Lag, herrar

| Lag        | Poäng | Matcher | Vinster | Förluster | GW | GL |
| ---------- | ----- | ------- | ------- | --------- | -- | -- |
| Kina       | 6     | 3       | 3       | 0         | 9  | 0  |
| Österrike  | 5     | 3       | 2       | 1         | 6  | 3  |
| Grekland   | 4     | 3       | 1       | 2         | 3  | 6  |
| Australien | 3     | 3       | 0       | 3         | 0  | 9  |

13 augusti
| Österrike | 3–0 | Australien |

14 augusti
| Österrike | 3–0 | Grekland  |
| Kina      | 3–0 | Österrike |

|  | Bronsmatcher, omgång 1 | Bronsmatcher, omgång 1 | Bronsmatcher, omgång 1 | Bronsmatcher, omgång 1 | Bronsmatcher, omgång 1 | Bronsmatcher, omgång 1 | Bronsmatcher, omgång 1 |  |  | Bronsmatcher, omgång 2 | Bronsmatcher, omgång 2 | Bronsmatcher, omgång 2 | Bronsmatcher, omgång 2 | Bronsmatcher, omgång 2 | Bronsmatcher, omgång 2 | Bronsmatcher, omgång 2 |  |  | Bronsmatch | Bronsmatch | Bronsmatch | Bronsmatch | Bronsmatch | Bronsmatch | Bronsmatch |
|  |                        |                        |                        |                        |                        |                        |                        |  |  |                        |                        |                        |                        |                        |                        |                        |  |  |            |            |            |            |            |            |            |
|  |                        |                        |                        |                        |                        |                        |                        |  |  | 2                      | Sydkorea               | 3                      | 2                      | 3                      | 3                      |                        |  |  |            |            |            |            |            |            |            |
|  | 3                      | Hongkong               | 3                      | 3                      | 3                      |                        |                        |  |  | 3                      | Hongkong               | 1                      | 3                      | 2                      | 2                      |                        |  |  |            |            |            |            |            |            |            |
|  | 6                      | Kinesiska Taipei       | 0                      | 2                      | 0                      |                        |                        |  |  |                        |                        |                        |                        |                        |                        |                        |  |  | 2          | Sydkorea   | 3          | 1          | 3          | 3          |            |
|  |                        |                        |                        |                        |                        |                        |                        |  |  |                        |                        |                        |                        |                        |                        |                        |  |  | 8          | Österrike  | 1          | 3          | 0          | 0          |            |
|  |                        |                        |                        |                        |                        |                        |                        |  |  | 5                      | Japan                  | 3                      | 0                      | 2                      | 1                      |                        |  |  |            |            |            |            |            |            |            |
|  | 8                      | Österrike              | 3                      | 3                      | 2                      | 3                      |                        |  |  | 8                      | Österrike              | 0                      | 3                      | 3                      | 3                      |                        |  |  |            |            |            |            |            |            |            |
|  | 10                     | Kroatien               | 0                      | 0                      | 3                      | 1                      |                        |  |  |                        |                        |                        |                        |                        |                        |                        |  |  |            |            |            |            |            |            |            |

- Singel, damer

| Idrottare    | Gren   | Grundomgång          | Omgång 1             | Omgång 2                           | Omgång 3              | Omgång 4             | Kvartsfinal          | Semifinal            | Final                |
| Idrottare    | Gren   | Motståndare Resultat | Motståndare Resultat | Motståndare Resultat               | Motståndare Resultat  | Motståndare Resultat | Motståndare Resultat | Motståndare Resultat | Motståndare Resultat |
| ------------ | ------ | -------------------- | -------------------- | ---------------------------------- | --------------------- | -------------------- | -------------------- | -------------------- | -------------------- |
| Li Qiangbing | Singel | Bye                  | Bye                  | Wenling Tan Monfardini (ITA) W 4-2 | Wu Jiaduo (GER) W 4-3 | Tie Yana (HKG) L 3-4 | Gick inte vidare     | Gick inte vidare     | Gick inte vidare     |
| Liu Jia      | Singel | Bye                  | Bye                  | Bye                                | Li Jie (NED) L 1-4    | Gick inte vidare     | Gick inte vidare     | Gick inte vidare     | Gick inte vidare     |

- Lag, damer

| Lag                     | Poäng | Matcher | Vinster | Förluster | GW | GL |
| ----------------------- | ----- | ------- | ------- | --------- | -- | -- |
| Kina                    | 6     | 3       | 3       | 0         | 9  | 0  |
| Österrike               | 5     | 3       | 2       | 1         | 6  | 3  |
| Kroatien                | 4     | 3       | 1       | 2         | 3  | 7  |
| Dominikanska republiken | 3     | 3       | 0       | 3         | 1  | 9  |

13 augusti
| Österrike | 3–0 | Dominikanska republiken |
| Kroatien  | 0–3 | Österrike               |

14 augusti
| Kina | 3–0 | Österrike |

|  | Bronsmatcher, omgång 1 | Bronsmatcher, omgång 1 | Bronsmatcher, omgång 1 | Bronsmatcher, omgång 1 | Bronsmatcher, omgång 1 | Bronsmatcher, omgång 1 | Bronsmatcher, omgång 1 |  |  | Bronsmatcher, omgång 2 | Bronsmatcher, omgång 2 | Bronsmatcher, omgång 2 | Bronsmatcher, omgång 2 | Bronsmatcher, omgång 2 | Bronsmatcher, omgång 2 | Bronsmatcher, omgång 2 |  |  | Bronsmatch | Bronsmatch | Bronsmatch | Bronsmatch | Bronsmatch | Bronsmatch | Bronsmatch |
|  |                        |                        |                        |                        |                        |                        |                        |  |  |                        |                        |                        |                        |                        |                        |                        |  |  |            |            |            |            |            |            |            |
|  |                        |                        |                        |                        |                        |                        |                        |  |  | 4                      | Sydkorea               | 3                      | 3                      | 3                      |                        |                        |  |  |            |            |            |            |            |            |            |
|  | 7                      | USA                    | 1                      | 3                      | 3                      | 3                      |                        |  |  | 7                      | USA                    | 1                      | 2                      | 2                      |                        |                        |  |  |            |            |            |            |            |            |            |
|  | 12                     | Rumänien               | 3                      | 0                      | 1                      | 0                      |                        |  |  |                        |                        |                        |                        |                        |                        |                        |  |  | 4          | Sydkorea   | 3          | 3          | 3          |            |            |
|  |                        |                        |                        |                        |                        |                        |                        |  |  |                        |                        |                        |                        |                        |                        |                        |  |  | 5          | Japan      | 1          | 1          | 0          |            |            |
|  |                        |                        |                        |                        |                        |                        |                        |  |  | 3                      | Hongkong               | 3                      | 2                      | 2                      | 3                      | 0                      |  |  |            |            |            |            |            |            |            |
|  | 9                      | Österrike              | 1                      | 1                      | 1                      |                        |                        |  |  | 5                      | Japan                  | 0                      | 3                      | 3                      | 1                      | 3                      |  |  |            |            |            |            |            |            |            |
|  | 5                      | Japan                  | 3                      | 3                      | 3                      |                        |                        |  |  |                        |                        |                        |                        |                        |                        |                        |  |  |            |            |            |            |            |            |            |

## Cykling
- Huvudartikel: Cykling vid olympiska sommarspelen 2008

### Mountainbike
Herrar
| Athlete          | Event        | Time    | Rank |
| ---------------- | ------------ | ------- | ---- |
| Christoph Soukup | Mountainbike | 2:00:11 | 6    |

Damer
| Cyklist       | Gren         | Tid     | Placering |
| ------------- | ------------ | ------- | --------- |
| Elisabeth Osl | Mountainbike | 1:51:39 | 11        |

### Landsväg
Herrar
| Cyklist               | Gren      | Tid               | Placering |
| --------------------- | --------- | ----------------- | --------- |
| Christian Pfannberger | Linjelopp | 6h 26' 17 (+2:28) | 23rd      |
| Thomas Rohregger      | Linjelopp | 6h 26' 25 (+2:36) | 39th      |

Damer
| Cyklist           | Gren      | Tid               | Placering |
| ----------------- | --------- | ----------------- | --------- |
| Monika Schachl    | Linjelopp | 3h 36' 37 (+4:13) | 46th      |
| Christiane Soeder | Linjelopp | 3h 32' 28 (+0:04) | 4th       |
| Christiane Soeder | Tempolopp | 36' 20 (+1:29)    | 7th       |

## Friidrott
- Huvudartikel: Friidrott vid olympiska sommarspelen 2008

Förkortningar
- Noteringar – Placeringarna avser endast löparens eget heat
- Q = Kvalificerad till nästa omgång
- q = Kvalificerade sig till nästa omgång som den snabbaste idrottaren eller, i fältgrenarna, via placering utan att uppnå kvalgränsen.
- NR = Nationellt rekord
- N/A = Omgången ingick inte i grenen
- Bye = Idrottaren behövde inte delta i denna omgång

Herrar
Bana och landsväg
| Idrottare          | Gren     | Final    | Final     |
| Idrottare          | Gren     | Resultat | Placering |
| ------------------ | -------- | -------- | --------- |
| Günther Weidlinger | 10 000 m | 28:14.38 | 27        |

Fältgrenar
| Idrottare     | Gren           | Kval    | Kval      | Final            | Final            |
| Idrottare     | Gren           | Distans | Placering | Distans          | Placering        |
| ------------- | -------------- | ------- | --------- | ---------------- | ---------------- |
| Gerhard Mayer | Diskuskastning | 61.32   | 18        | Gick inte vidare | Gick inte vidare |

Damer
Bana & landsväg
| Idrottare          | Gren    | Final    | Final     |
| Idrottare          | Gren    | Resultat | Placering |
| ------------------ | ------- | -------- | --------- |
| Eva-Maria Gradwohl | Maraton | 2:44:24  | 57        |

## Fäktning
- Huvudartikel: Fäktning vid olympiska sommarspelen 2008

Herrar
| Idrottare        | Gren                  | Omgång 1          | Sextondelsfinal       | Åttondelsfinal       | Kvartsfinal       | Semifinal         | Final / BM        | Final / BM       |
| Idrottare        | Gren                  | Motståndare Poäng | Motståndare Poäng     | Motståndare Poäng    | Motståndare Poäng | Motståndare Poäng | Motståndare Poäng | Placering        |
| ---------------- | --------------------- | ----------------- | --------------------- | -------------------- | ----------------- | ----------------- | ----------------- | ---------------- |
| Roland Schlosser | Florett, individuellt | BYE               | Menendez (ESP) W 15–9 | Cassarà (ITA) L 8–15 | Gick inte vidare  | Gick inte vidare  | Gick inte vidare  | Gick inte vidare |

## Gymnastik
- Huvudartikel: Gymnastik vid olympiska sommarspelen 2008

### Rytmisk gymnastik
| Gymnast        | Gren         | Kval   | Kval     | Kval   | Kval   | Kval   | Kval      | Final            | Final            | Final            | Final            | Final            | Final            |
| Gymnast        | Gren         | Rep    | Tunnband | Käglor | Band   | Total  | Placering | Rep              | Tunnband         | Käglor           | Band             | Totalt           | Placering        |
| -------------- | ------------ | ------ | -------- | ------ | ------ | ------ | --------- | ---------------- | ---------------- | ---------------- | ---------------- | ---------------- | ---------------- |
| Caroline Weber | Individuellt | 16.125 | 15.875   | 16.250 | 15.925 | 64.175 | 17        | Gick inte vidare | Gick inte vidare | Gick inte vidare | Gick inte vidare | Gick inte vidare | Gick inte vidare |

## Judo
Herrar
| Idrottare       | Gren                    | Inledande omgång     | Sextondelsfinal          | Åttondelsfinal           | Kvartsfinal               | Semifinal                | Återkval 1           | Återkval 2           | Återkval 3           | Final / BM                 | Final / BM |
| Idrottare       | Gren                    | Motståndare Resultat | Motståndare Resultat     | Motståndare Resultat     | Motståndare Resultat      | Motståndare Resultat     | Motståndare Resultat | Motståndare Resultat | Motståndare Resultat | Motståndare Resultat       | Placering  |
| --------------- | ----------------------- | -------------------- | ------------------------ | ------------------------ | ------------------------- | ------------------------ | -------------------- | -------------------- | -------------------- | -------------------------- | ---------- |
| Ludwig Paischer | Extra lättvikt (-60 kg) | BYE                  | Ahamdi (MAR) W 1010–0000 | Fallon (GBR) W 0002–0001 | Kim K-J (PRK) W 0020–0000 | Dragin (FRA) W 1001–0000 | BYE                  | BYE                  | BYE                  | Choi M-H (KOR) L 0000–1000 | 2          |

Damer
| Idrottare         | Gren                     | Sextondelsfinal           | Åttondelsfinal             | Kvartsfinal          | Semifinal            | Återkval 1           | Återkval 2                 | Återkval 3                | Final / BM                | Final / BM       |
| Idrottare         | Gren                     | Motståndare Resultat      | Motståndare Resultat       | Motståndare Resultat | Motståndare Resultat | Motståndare Resultat | Motståndare Resultat       | Motståndare Resultat      | Motståndare Resultat      | Placering        |
| ----------------- | ------------------------ | ------------------------- | -------------------------- | -------------------- | -------------------- | -------------------- | -------------------------- | ------------------------- | ------------------------- | ---------------- |
| Sabrina Filzmoser | Lättvikt (-57 kg)        | Kye S-H (PRK) L 0001–1001 | Gick inte vidare           | Gick inte vidare     | Gick inte vidare     | Gick inte vidare     | Gick inte vidare           | Gick inte vidare          | Gick inte vidare          | Gick inte vidare |
| Claudia Heill     | Halv mellanvikt (-63 kg) | Clark (GBR) W 1011–0100   | González (CUB) L 0001–0010 | Gick inte vidare     | Gick inte vidare     | BYE                  | Wang C-F (TPE) W 1010–0010 | Barreto (VEN) W 0030–0001 | Won O-I (PRK) L 0001–0110 | 5                |

## Kanotsport
Slalom
| Helmut Oblinger          | Herrarnas K-1 slalom | 86.21 | 10 | 85.54 | 7 | 171.75 | 6 Q | 88.69  | 9 Q | 90.14  | 6 | 178.83 | 7 |
| Violetta Oblinger-Peters | Damernas K-1 slalom  | 97.27 | 6  | 99.44 | 7 | 196.71 | 6 Q | 110.65 | 5 Q | 104.12 | 3 | 214.77 | 3 |

Sprint
| Kanotist                         | Gren                | Heat     | Heat      | Semifinal | Semifinal | Final    | Final     |
| Kanotist                         | Gren                | Tid      | Placering | Tid       | Placering | Tid      | Placering |
| -------------------------------- | ------------------- | -------- | --------- | --------- | --------- | -------- | --------- |
| Yvonne Schuring Viktoria Schwarz | Herrarnas K-2 500 m | 1:46.980 | 5 QS      | 1:44.834  | 3 Q       | 1:44.965 | 9         |

## Konstsim
| Idrottare                    | Gren           | Teknisk rutin | Teknisk rutin | Fri rutin (inledande) | Fri rutin (inledande)  | Fri rutin (inledande) | Fri rutin (final) | Fri rutin (final)      | Fri rutin (final) |
| Idrottare                    | Gren           | Poäng         | Placering     | Poäng                 | Totalt (teknisk + fri) | Placering             | Placering         | Totalt (teknisk + fri) | Placering         |
| ---------------------------- | -------------- | ------------- | ------------- | --------------------- | ---------------------- | --------------------- | ----------------- | ---------------------- | ----------------- |
| Nadine Brandl Elisabeth Mahn | Damernas duett | 41.250        | 21            | 41.167                | 82.417                 | 22                    | Gick inte vidare  | Gick inte vidare       | Gick inte vidare  |

## Ridsport

### Dressyr
| Idrottare            | Häst       | Gren                | Grand Prix | Grand Prix | Grand Prix Special | Grand Prix Special | Grand Prix Fristil | Grand Prix Fristil | Totalt           | Totalt           |
| Idrottare            | Häst       | Gren                | Poäng      | Placering  | Poäng              | Placering          | Poäng              | Placering          | Poäng            | Placering        |
| -------------------- | ---------- | ------------------- | ---------- | ---------- | ------------------ | ------------------ | ------------------ | ------------------ | ---------------- | ---------------- |
| Victoria Max-Theurer | Falcao Old | Individuell dressyr | 65,333     | 27         | Gick inte vidare   | Gick inte vidare   | Gick inte vidare   | Gick inte vidare   | Gick inte vidare | Gick inte vidare |

### Fälttävlan
| Ryttare       | Häst    | Gren                   | Dressyr | Dressyr   | Terräng     | Terräng     | Terräng     | Hoppning    | Hoppning    | Hoppning    | Hoppning    | Hoppning    | Hoppning    | Totalt      | Totalt      |
| Ryttare       | Häst    | Gren                   | Dressyr | Dressyr   | Terräng     | Terräng     | Terräng     | Kval        | Kval        | Kval        | Final       | Final       | Final       | Totalt      | Totalt      |
| Ryttare       | Häst    | Gren                   | Straff  | Placering | Straff      | Totalt      | Placering   | Straff      | Totalt      | Placering   | Straff      | Totalt      | Placering   | Straff      | Placering   |
| ------------- | ------- | ---------------------- | ------- | --------- | ----------- | ----------- | ----------- | ----------- | ----------- | ----------- | ----------- | ----------- | ----------- | ----------- | ----------- |
| Harald Ambros | Quick 2 | Individuell fälttävlan | 55,70   | 51        | Drog sig ur | Drog sig ur | Drog sig ur | Drog sig ur | Drog sig ur | Drog sig ur | Drog sig ur | Drog sig ur | Drog sig ur | Drog sig ur | Drog sig ur |

## Segling
Herrar
| Seglare                              | Gren    | Lopp | Lopp | Lopp | Lopp | Lopp | Lopp   | Lopp | Lopp | Lopp | Lopp | Lopp | Summerad poäng | Finalplacering |
| Seglare                              | Gren    | 1    | 2    | 3    | 4    | 5    | 6      | 7    | 8    | 9    | 10   | M*   | Summerad poäng | Finalplacering |
| ------------------------------------ | ------- | ---- | ---- | ---- | ---- | ---- | ------ | ---- | ---- | ---- | ---- | ---- | -------------- | -------------- |
| Andreas Geritzer                     | Laser   | 28   | 6    | 2    | 30   | 20   | 44 BFD | 44   | 18   | 9    | CAN  | EL   | 157            | 19             |
| Florian Reichstädter Matthias Schmid | 470     | 24   | 19   | 25   | 24   | 14   | 24     | 24   | 5    | 19   | 11   | EL   | 164            | 24             |
| Christian Nehammer Hans Spitzauer    | Starbåt | 14   | 10   | 11   | 6    | 14   | 4      | 12   | 4    | 12   | 14   | EL   | 87             | 12             |

M = Medaljlopp; EL = Eliminerad – gick inte vidare till medaljloppet;
Damer
| Seglare                        | Gren | Lopp | Lopp   | Lopp | Lopp | Lopp | Lopp | Lopp | Lopp | Lopp | Lopp | Lopp | Summerad poäng | Finalplacering |
| Seglare                        | Gren | 1    | 2      | 3    | 4    | 5    | 6    | 7    | 8    | 9    | 10   | M*   | Summerad poäng | Finalplacering |
| ------------------------------ | ---- | ---- | ------ | ---- | ---- | ---- | ---- | ---- | ---- | ---- | ---- | ---- | -------------- | -------------- |
| Carolina Flatscher Sylvia Vogl | 470  | 9    | 20 DSQ | 13   | 7    | 1    | 7    | 1    | 13   | 6    | 11   | 16   | 84             | 8              |

M = Medaljlopp; EL = Eliminerad – gick inte vidare till medaljloppet;
Öppen
| Seglare                            | Gren    | Lopp | Lopp | Lopp | Lopp | Lopp | Lopp | Lopp | Lopp | Lopp | Lopp | Lopp | Lopp | Lopp | Lopp | Lopp | Lopp | Summerad poäng | Finalplacering |
| Seglare                            | Gren    | 1    | 2    | 3    | 4    | 5    | 6    | 7    | 8    | 9    | 10   | 11   | 12   | 13   | 14   | 15   | M*   | Summerad poäng | Finalplacering |
| ---------------------------------- | ------- | ---- | ---- | ---- | ---- | ---- | ---- | ---- | ---- | ---- | ---- | ---- | ---- | ---- | ---- | ---- | ---- | -------------- | -------------- |
| Nico Delle Karth Nikolaus Resch    | 49er    | 9    | 2    | 14   | 8    | 13   | 7    | 5    | 7    | 7    | 13   | 5    | 1    | CAN  | CAN  | CAN  | 22   | 99             | 8              |
| Roman Hagara Hans-Peter Steinacher | Tornado | 12   | 10   | 14   | 10   | 11   | 3    | 3    | 9    | 5    | 5    | i.u. | i.u. | i.u. | i.u. | i.u. | 14   | 82             | 9              |

M = Medaljlopp; EL = Eliminerad – gick inte vidare till medaljloppet;

## Simning
- Huvudartikel: Simning vid olympiska sommarspelen 2008

## Simhopp
Herrar
| Idrottare        | Gren | Kval   | Kval      | Semifinal        | Semifinal        | Final            | Final            |
| Idrottare        | Gren | Poäng  | Placering | Poäng            | Placering        | Poäng            | Placering        |
| ---------------- | ---- | ------ | --------- | ---------------- | ---------------- | ---------------- | ---------------- |
| Constantin Blaha | 3 m  | 407,55 | 22        | Gick inte vidare | Gick inte vidare | Gick inte vidare | Gick inte vidare |

Damer
| Idrottare           | Gren | Kval   | Kval      | Semifinal        | Semifinal        | Final            | Final            |
| Idrottare           | Gren | Poäng  | Placering | Poäng            | Placering        | Poäng            | Placering        |
| ------------------- | ---- | ------ | --------- | ---------------- | ---------------- | ---------------- | ---------------- |
| Veronika Kratochwil | 3 m  | 218,75 | 27        | Gick inte vidare | Gick inte vidare | Gick inte vidare | Gick inte vidare |
| Anja Richter        | 10 m | 287,70 | 22        | Gick inte vidare | Gick inte vidare | Gick inte vidare | Gick inte vidare |

## Skytte
- Huvudartikel: Skytte vid olympiska sommarspelen 2008

## Tennis
| Spelare                     | Gren       | Omgång 1                               | Omgång 2                                      | Åttondelsfinaler                        | Kvartsfinaler                   | Semifinaler       | Final / BM        | Final / BM       |
| Spelare                     | Gren       | Motståndare Poäng                      | Motståndare Poäng                             | Motståndare Poäng                       | Motståndare Poäng               | Motståndare Poäng | Motståndare Poäng | Placering        |
| --------------------------- | ---------- | -------------------------------------- | --------------------------------------------- | --------------------------------------- | ------------------------------- | ----------------- | ----------------- | ---------------- |
| Jürgen Melzer               | Herrsingel | Daniel (BRA) W 6–7(9–11), 6–1, 8–6     | Wawrinka (SUI) W 6–4, 6–0                     | Lu Y-H (TPE) W 6–2, 6–4                 | Nadal (ESP) L 0–6, 4–6          | Gick inte vidare  | Gick inte vidare  | Gick inte vidare |
| Julian Knowle Jürgen Melzer | Herrdubbel | i.u.                                   | Kiefer / Schüttler (GER) W 6–7(3–7), 6–3, 6–1 | B Bryan / M Bryan (USA) L 6–7(2–7), 4–6 | Gick inte vidare                | Gick inte vidare  | Gick inte vidare  | Gick inte vidare |
| Sybille Bammer              | Damsingel  | Medina Garrigues (ESP) W 6–2, 4–6, 6–4 | Schnyder (SUI) W 6–4, 6–4                     | Šafářová (CZE) W 7–5, 6–4               | Zvonareva (RUS) L 3–6, 6–3, 3–6 | Gick inte vidare  | Gick inte vidare  | Gick inte vidare |

## Triathlon
| Triathlet     | Gren                | Simning (1,5 km) | Trans 1 | Cykling (40 km) | Trans 2         | Löpning (10 km) | Total tid       | Placering       |
| ------------- | ------------------- | ---------------- | ------- | --------------- | --------------- | --------------- | --------------- | --------------- |
| Simon Agoston | Herrarnas triathlon | 18:20            | 0:30    | 59:00           | 0:31            | 35:02           | 1:53:23,98      | 38              |
| Kate Allen    | Damernas triathlon  | 20:57            | 0:32    | 1:05:24         | 0:35            | 34:32           | 2:02:00,69      | 14              |
| Eva Dollinger | Damernas triathlon  | 20:04            | 0:25    | Fullföljde inte | Fullföljde inte | Fullföljde inte | Fullföljde inte | Fullföljde inte |
| Tania Haiböck | Damernas triathlon  | 21:03            | 0:28    | 1:05:22         | 0:33            | 36:37           | 2:04:03,16      | 27              |

## Volleyboll
- Huvudartikel: Volleyboll vid olympiska sommarspelen 2008